# Forcipulatacea
Forcipulatacea es un superorden de equinodermos asteroideos.

## Taxonomía
Fue descrita en D. B. Blake en 1987. Comprende:
- Orden Brisingida
- Orden Forcipulatida
- Familia Paulasteriidae Mah et al., 2015